# Rezolucija Vijeća sigurnosti UN-a 771
Rezolucijom Vijeća sigurnosti UN-a 771, jednoglasno usvojena 13. kolovoza 1992., nakon ponovnog potvrđivanja rezolucija 713 (1991.), 721 (1991.), 724 (1991.), 727 (1992.), 740 (1992.), 743 (1992.), 749 (1992.), 752 (1992.), 757 (1992.), 758 (1992.), 760 (1992.) i 761 (1992.), 762 (1992.), 764 (1992.), 769 (1992.) i 770 (1992.), vijeće je izrazilo zabrinutost i osudilo rašireno kršenje međunarodnog humanitarnog prava na području bivše Jugoslavije, a posebno u Bosni i Hercegovini.
Rezolucija navodi slučajeve "masovnog prisilnog protjerivanja" i deportacije civila, zlostavljanja u zatočeničkim centrima, namjerne napade na neborce, bolnice i kola hitne pomoći koji su spriječili dostavu humanitarne pomoći pogođenim područjima. Vijeće je oštro osudilo kršenja, uključujući etničko čišćenje (prva takva rezolucija koja je to učinila), zahtijevajući od svih strana da prestanu i odustanu od kršenja međunarodnog prava. Nadalje je zahtijevalo da se međunarodnim organizacijama, posebice Međunarodnom odboru Crvenog križa, omogući neposredan i neograničen pristup logorima, zatvorima i zatočeničkim centrima.
Rezolucija 771 tada je pozvala države članice i međunarodne organizacije da prikupe podatke o kršenjima humanitarnog prava i Ženevskih konvencija te da ih stave na raspolaganje Vijeću. Zatražio je od glavnog tajnika Butrosa Butrosa-Galija da prikupi i sažme informacije u izvješće koje bi također dalo preporuke koje bi mogle biti prikladan odgovor na informacije.
Naposljetku, djelujući prema Poglavlju VII, čineći ga tako zakonski provedivim, Vijeće je zahtijevalo od svih strana i vojnih snaga prisutnih u bivšoj Jugoslaviji i Bosni i Hercegovini da se pridržavaju uvjeta iz trenutne rezolucije, inače će Vijeće razmotriti daljnje mjere koje može poduzeti. Rezolucijom 780 osnovano je povjerenstvo stručnjaka za procjenu prikupljenih informacija.

## Vanjske poveznice
| Wikizvor | Engleski Wikizvor ima izvorni tekst na temu: United Nations Security Council Resolution 771 |

- Text of the Resolution at undocs.org